# 경기중부
경기중부(京畿中部)는 경기도의 중부, 한강 이남과 수원시와 시화호 이북, 청계산 이서의 지역이다.
경기남부 중에서 서북부이다. 김포시를 포함하지 않기도 하고 시의회 의장 단체에서는 포함된다.

## 경기중부 도시 목록
- 안양시
- 군포시
- 의왕시
- 과천시
- 광명시
- 시흥시
- 안산시
- 부천시

## 같이 보기
- 안양권